# DNP3
Distributed Network Protocol 3 (DNP3) je sada komunikačních protokolů použitých mezi jednotlivými součástmi procesu automatizace. Je používán především společnostmi zabývajícími se elektrickou energií či vodní distribucí, ačkoliv je možné jej vidět ojediněle využitý i jinde. Byl vyvinut pro komunikaci mezi systémy pro získávání dat a řízení vybavení, tedy jako průmyslový protokol typu stroj komunikující se strojem (machine-to-machine, M2M) a hraje významnou roli v systémech typu SCADA, kde je využit pro řídící stanice SCADA systémů (Control Center), vzdálené terminálové jednotky (RTU) a inteligentní elektronická zařízení (IED). Ke primárně využit pro komunikaci mezi řídící stanicí, RTU či IED systémy.
Protokol DNP3 má mnoho vylepšení oproti starším protokolům jako je například Modbus. Tato vylepšení však dělají protokol komplexnější, což i znamená nutnost výkonnějších systémů.
V rámci ISO/OSI modelu se protokol DNP3 nalézá na linkové vrstvě L2, což zajišťuje multiplexing, podporu datové fragmentace, kontroly chyb, řízení linky, prioritizace a L2 adresování.

## Historie
Zatímco je protokol IEC 60870-5 stále ve vývoji a nebyl standardizován bylo nezbytné vytvořit protokol, který by zajišťoval interoperabilitu mezi komponentami různých SCADA výrobců pro elektrickou síť. Proto v roce 1993 společnost GE-Harris Canada, dříve známá jako Westronic, použila ne zcela specifikovaný protokol IEC 60870-5 jako základ svého otevřeného protokolu. Tento protokol byl navržen k umožnění spolehlivé komunikace v nepříznivých prostředích, ve kterých se systémy pro řízení elektrických sítí nachází - jde především o nutnost překonání zkreslení způsobené elektromagnetickým rušením, stále stárnoucí vybavení a slabé přenosové linky.

## Standardizace podle IEEE
Dne 23. června 2010 byl scházel DNP3 jako standard pod označením IEEE standard 1815-2010. IEEE standard 1815-2010 byl spolusponzorován komisí pro přenosové a rozvodné soustavy komunity IEEE pro elektrickou energii společně s dalšími vstupy od členů skupiny uživatelů protokolu DNP.
V dubnu 2012 byl standard publikován. Nyní je verze IEEE standard 1815-2010 považována za zastaralou. Verzi z roku 2012 navíc obsahuje zabezpečenou autentizaci verze 5. Předchozí verze umožňovala pouze autentizaci pomocí sdílených klíčů.

## Bezpečnost
Protože aplikace chytrých elektrických sítí ve své podstatě předpokládá přístup komponent třetích stran ke stejným fyzickým sítím, bylo nutné dbát i na bezpečnost a přidat funkce bezpečné authentizace (Secure Authentication) do protokolu DNP3. Protokol DNP3 splňuje specifikace IEC 62351-5.